# Serixia nigricornis
Serixia nigricornis är en skalbaggsart som beskrevs av Stefan von Breuning 1958. Serixia nigricornis ingår i släktet Serixia och familjen långhorningar.
Artens utbredningsområde är Laos. Inga underarter finns listade i Catalogue of Life.